# 潍坊市博物馆
潍坊市博物馆，位于山东省潍坊市高新技术产业开发区东风东街6616号，是潍坊市属综合性博物馆。

## 历史
1962年，山东省潍坊市人民政府委员会批准成立潍坊市博物馆。1978年，潍坊市博物馆从原馆址潍县城隍庙迁入十笏园。1999年，潍坊市博物馆新馆建成，占地面积24053.5平方米，建筑面积18669.7平方米。2007年11月，潍坊市博物馆单位类别划为公益一类事业单位。2016年进行了科室调整。2017年，潍坊市博物馆被中国博物馆协会评为第三批国家一级博物馆。
潍坊市博物馆设有潍坊简史、民俗及民间艺术、馆藏字画、石刻艺术长廊等固定陈列。其中“潍坊简史陈列”曾获国家文物局“十大陈列展览精品提名奖”。临时展区曾先后举办《静谧悠远——黄宾虹艺术特展》、《陈介祺诞辰二百周年——金石千秋展》、《艺术的原乡——刘国松、莫言书画展》、《丰子恺艺术展》、《吴昌硕艺术展》、《齐鲁瑰宝展》、《金石相契——金石碑帖特展》、《第十届中国摄影金像奖作品展》等展览。
潍坊市博物馆馆藏文物将近8万件，分为化石、陶器、瓷器、青铜器、玉石、古角牙木、钱币、碑拓、书画、古籍、碑刻、织绣、造像、玺印符牌、民俗服饰及饰品、近现代革命文物等33类。其中有20万年前原齿象属新种——潍坊象的化石，大汶口文化薄胎高柄杯，中国现存体量最大、年代最早的唐代铁佛，唐玄宗唯一的《纪泰山铭》朱砂拓，郑板桥的《峭壁兰图》等珍贵藏品。